# Сиена Милър
Сиена Роуз Даяна Милър (на английски: Sienna Rose Diana Miller) е английска актриса, модел и моден дизайнер.
Известна с ролите си във филмите „Лейър Кейк“ (партнира си с Даниел Крейг), „Алфи“, „Златното момиче“ (биографичен филм за Ида Седжуик), „Острието на любовта“, и „GI Joe: Изгревът на Кобра“. През 2006 г. тя създава модна линия за световноизвестната модна къща Pepe Jeans.
Милър е номинирана за „Златен глобус“ и 2 награди БАФТА.

## Биография

### Произход и образование
Милър е родена в Ню Йорк, но когато е на по-малко от годинка, Милър се премества със семейството си в Лондон. Нейната майка, Жозефин, е бивш модел от ЮАР а баща ѝ Едуин Милър е американски банкер и дилър на китайско изкуство. Сиена има сестра – Савана, и двама полубратя, Чарлз и Стивън.
Посещава училището „Хийтфилд Сейнт Мери“ в Аскът, Бъркшър, а по-късно в продължение на една година учи в „Страсбърг Лий Колидж“ в Ню Йорк.

### Кариера на фото модел
Преди да започне актьорската си кариера Милър работи като фото модел. Тя подписва договор с модна къща „Select Management Model“ базирана в Лондон, и скоро е снимана в реклами за Coca-Cola, италианското издание на Vogue, а за календара на Пирели за 2003 позира по монокини. Подписва договор за две години с модната къща Pepe Jeans London, а за първи път се появява в рекламни публикации на фирмата през март 2006 година. През февруари 2009 г. Hugo Boss обявяват, че Сиена Милър ще бъде новото им рекламно лице за парфюмите им за жени BOSS Orange.

### Актьорска кариера
През 2001 г. тя прави своя дебют във филма „Южен Кенсингтън“, в който си партнира с актьорите Рупърт Еверет и Ел Макферсън. По-късно получава поддържаща роля в телевизионния сериал „Keen Eddie“. През 2004 г. Милър има поддържаща роля в римейка на филма „Алфи“, в който играе с бъдещия си партньор Джъд Лоу. През 2005 г. Милър изиграва главната женска роля във филма „Казанова“, в който си партнира с Хийт Леджер. Последва ролята на „Ида Седжуик“, звезда от филмите на авангардния режисьор и художник от 60-те години на ХХ век Анди Уорхол, във филма Златното момиче. Филмът излиза на екран на 29 декември 2006 година. През 2007 г. Милър има малка роля в адаптацията на филма Звезден прах.
През 2008 г. Милър се появява във филмовата версия на романа „Загадките на Питсбърг“, на писателя Майкъл Шейбон, който е заснет под името Любов на ръба, в който играе с приятелката си Кейра Найтли, биографичен филм за Дилън Томас, в който играе ролята на съпругата му Кейтлин.

### Личен живот
По време на снимките на филма „Алфи“ отношенията на Милър с другата звезда от филма – Джъд Лоу, е щателно наблюдавана от таблоидите. На Коледа 2004 г. те се сгодяват. По-малко от година по-късно, след проблеми във връзката на двамата, на 8 юли 2005 г. Лоу публично поднася своето извинение към Милър за това, че имал връзка с бавачката на децата му. След като се опитват да спасят връзката си, Милър и Лоу официално се разделят през ноември 2006 година.
През 2008 г. Милър има афера с женения Балтазар Гети. По-късно Милър съди два британски таблоида за публикуването на снимки които показват нея и Гети заедно.
През декември 2009 г. е съобщено, че Лоу и Милър подновяват връзката си, след участието им в отделни представления на Бродуей, в края на същата година. Те прекарват Коледа 2009 г. на о-в Барбадос, заедно с трите деца на Лоу от предишния му брак. Те обявяват повторно, че са разделят през февруари 2011 година.
They announced they had split again in February 2011.
Сиена започва връзка с по-младия от нея актьор Том Стъридж малко по-късно през 2011 г. През юли 2012 г. тя ражда дъщеря, която наричат Марлоу Отолайн Лайнг.

#### Телефонен скандал
След изслушване във Върховния съд на Великобритания, през май 2011 г. Милър решава да приеме 100 000 паунда обезщетение от таблоида Нюз ъф дъ Уърлд, след като вестникът признава, че е подслушвал телефона на Милър, заедно със стотици други. По-късно, като основен свидетел, тя дава доказателства на разследването.

## Частична филмография
- 2004 – „Лейър Кейк“ (Layer Cake)
- 2004 – „Алфи“ (Alfie)
- 2005 – „Казанова“ (Casanova)
- 2006 – „Златното момиче“ (Factory Girl)
- 2007 – „Звезден прах“ (Stardust)
- 2008 – „Меден месец“ (Camille)
- 2008 – „Любов на ръба“ (The Edge of Love)
- 2009 – „G.I. Joe: Изгревът на Кобра“ (G.I. Joe: The Rise of Cobra)
- 2014 – „Ловец на лисици“ (Foxcatcher)
- 2014 – „Американски снайперист“ (American Sniper)
- 2015 – „Повелителят на кухнята“ (Burnt)